# Mk 12 Special Purpose Rifle
O Mk 12 MOD 0/1/H Special Purpose Rifle (SPR) é um fuzil de atirador designado que estava em serviço com as Forças de Operações Especiais dos Estados Unidos no papel de atirador designado até 2017, também projetado para ser mais curto do que as armas padrão. SPR inicialmente significava Special Purpose Receiver, pois se referia a um conjunto de caixa-da-culatra superior adicional (parte das atualizações da SOPMOD propostas), mas essa nomenclatura mudou para Special Purpose Rifle quando a arma se tornou um sistema de armas autônomo.
O SPR acabou sendo classificado pela Marinha dos Estados Unidos como o Mk 12. A arma foi desenvolvida pela Naval Surface Warfare Center Crane Division para unidades de operações especiais dos Estados Unidos, não para unidades da Marinha em geral.

## História
O SPR, usado pelos Forças de Operações Especiais do Exército e da Marinha dos EUA, é uma variação de atirador designado fortemente modificada da linha M16 de armas de infantaria, com câmara para munição padrão da OTAN 5,56×45mm. O fuzil foi projetado para disparar de forma semiautomática, embora tenha a opção de disparar totalmente automático em caso de emergência.
O conceito do SPR foi originalmente proposto por Mark Westrom, presidente da ArmaLite, enquanto trabalhava no Rock Island Arsenal em 2000. O programa foi uma conseqüência do desejo das forças de operações especiais do Exército e da Marinha dos EUA por um fuzil com maior alcance efetivo do que uma carabina M4, mas mais curto que um SR-25. O programa SPR parece ter crescido a partir do programa SOPMOD Block II, e do Recon Rifle dos SEALs da Marinha dos EUA, uma carabina M16 de 16" de ponta chata. Os primeiros modelos incluíam o SPR, SPR/A e SPR/B. O Naval Surface Warfare Center, Crane Division expandiu o Recon Rifle.

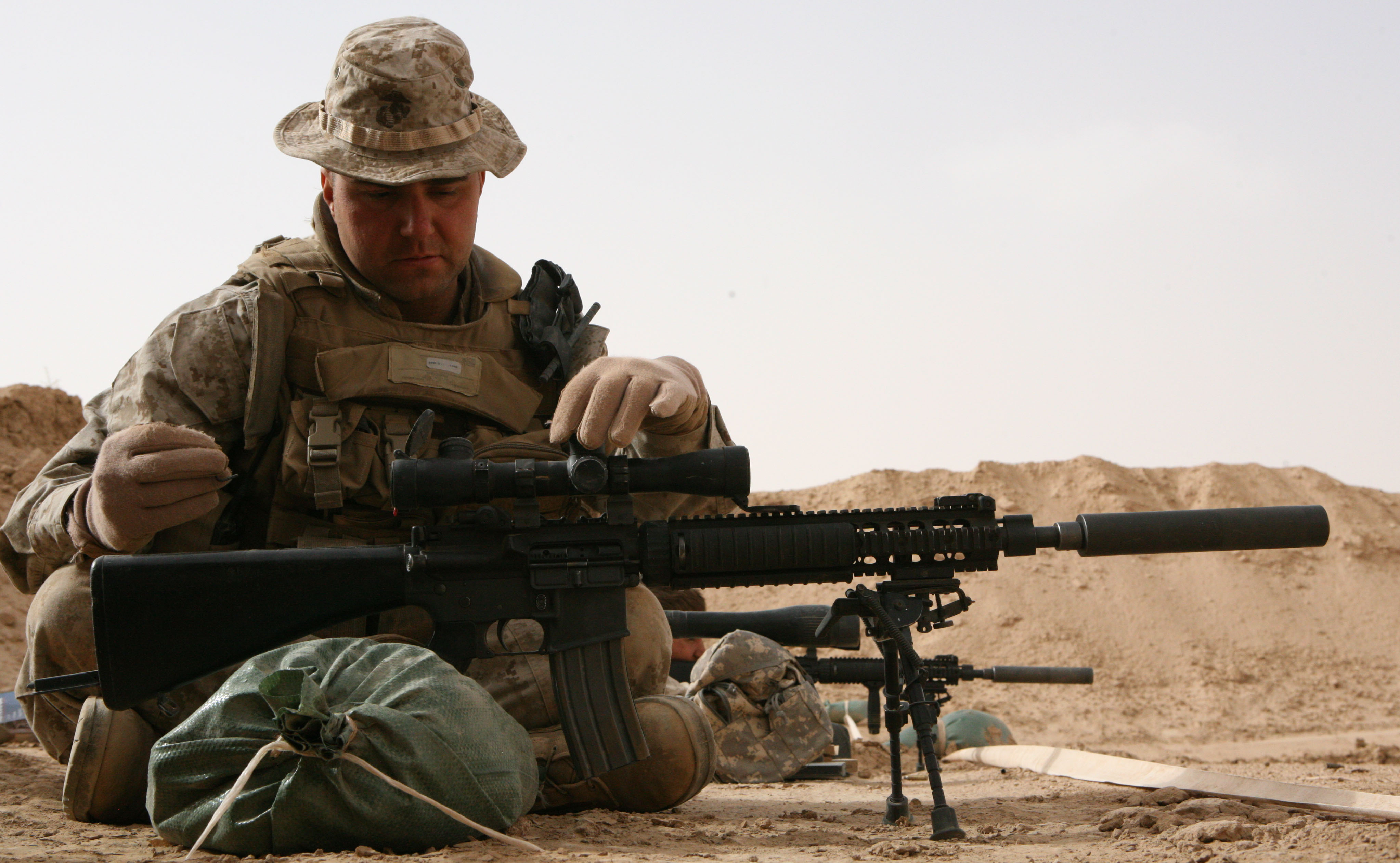
Um fuzileiro naval dos EUA ajustando a mira de um fuzil Mk 12 SPR no Iraque

O USMC usou o fuzil no final da guerra no Iraque e extensivamente no Afeganistão. Em meados de 2011, a SOCOM começou a remover o Mk 12 SPR de seu inventário e substituí-lo pela versão de atirador designado do SCAR Mk 17, com o Mk 12 sendo completamente substituído em 2017.